# Herk-de-Stad
Herk-de-Stad (limburgisch Herk) ist eine belgische Stadt in der Region Flandern mit 12.841 Einwohnern (Stand 1. Januar 2024). Sie besteht aus dem Hauptort und den Ortsteilen Berbroek, Donk und Schulen.

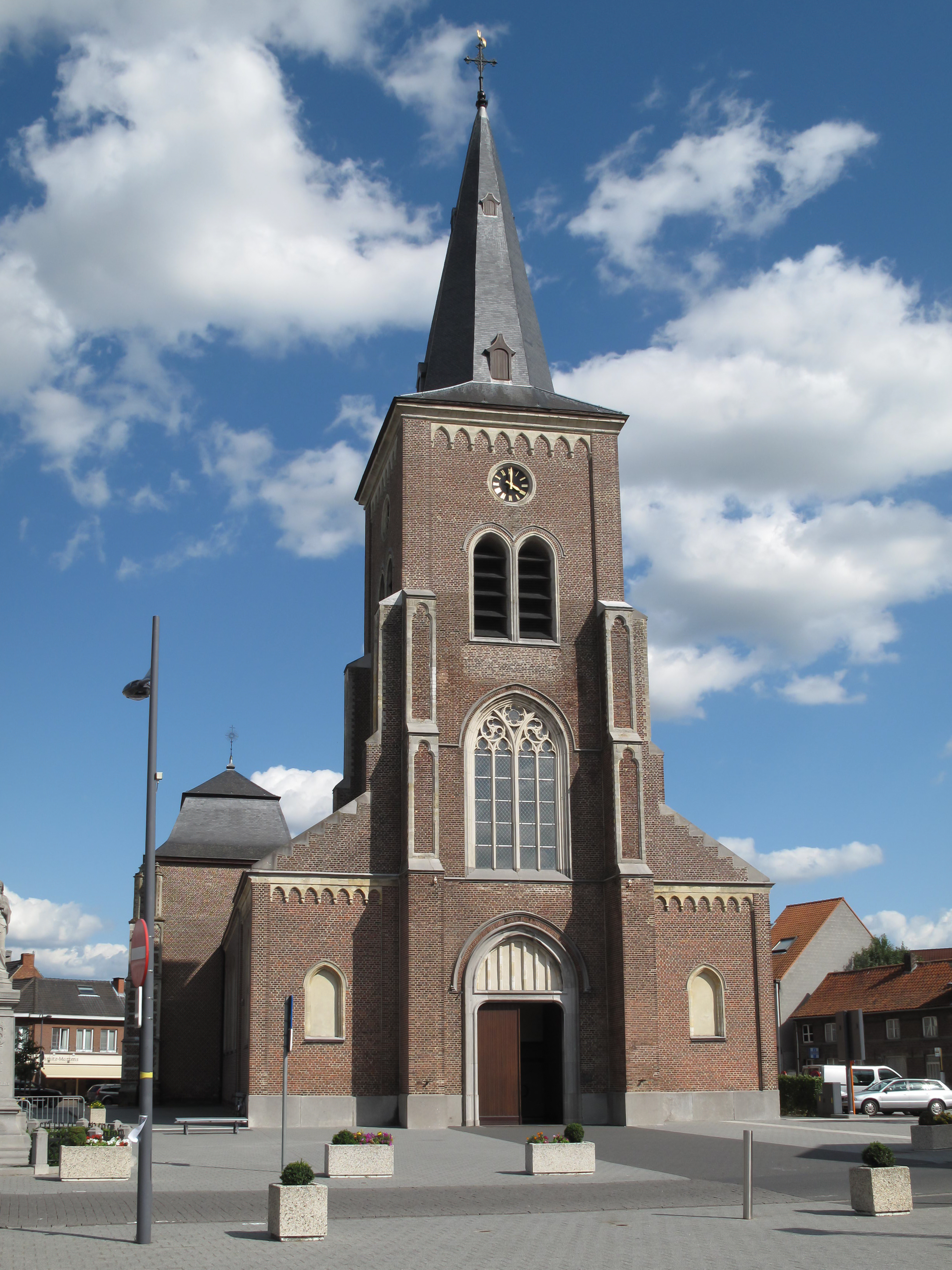
Kirche: Sint Martinuskerk

## Geografie
Hasselt liegt zwölf Kilometer östlich, die niederländische Großstadt Maastricht 35 Kilometer östlich, Lüttich 44 Kilometer südöstlich und Brüssel ca. 55 Kilometer westlich.
Die nächsten Autobahnabfahrten befinden sich im Westen bei Halen bzw. im Norden bei Lummen an der A2/E 314 und im Osten bei Hasselt an der A13/E 313.
Im Stadtteil Schulen befindet sich der nächste Regionalbahnhof, weitere gibt es in Hasselt, Diest und Sint-Truiden.
Maastricht Aachen Airport und der Flughafen von Lüttich sind die nächsten Regionalflughäfen und der Flughafen Brüssel National nahe der Hauptstadt Brüssel ist ein internationaler Flughafen.

## Söhne und Töchter des Orts
- Eric Vanderaerden (* 1962), Radrennfahrer
- Philip Dickmans (* 1963), Bischof von Miracema do Tocantins
- Wilfried Cretskens (* 1976), Radrennfahrer
- Annemie Coenen (* 1978), Sängerin
- Dries Koekelkoren (* 1988), Beachvolleyballspieler
- Kenneth Vanbilsen (* 1990), Radrennfahrer